# Курилус
Курилу́с (каз. Құрылыс) — село у складі Бухар-Жирауського району Карагандинської області Казахстану. Входить до складу Уштобинського сільського округу.
Населення — 557 осіб (2021; 640 у 2009, 502 у 1999, 718 у 1989).
Національний склад станом на 1989 рік:
- казахи — 67 %;
- німці — 30 %.

Станом на 1989 рік село називалось Курлус, мало також назву Курилис.